# Paul Durand
Paul Durand (Sète, 28 januari 1907 – Louveciennes, 25 januari 1977) was een Frans dirigent en componist van operettes en filmmuziek. Hij is voornamelijk bekend als componist van de filmmuziek voor La Vache et le Prisonnier. Hij publiceerde ook onder het pseudoniem Paul Vautricourt.

## Biografie
Durand studeerde compositie aan het conservatorium van Montpellier. Van 1924 tot 1936 was hij organist aan de Sacré-Cœur in Sète, en orkestleider in het plaatselijke casino van 1934 tot 1936. Hij trouwde op 25 oktober 1929 met Mireille Frainaud.
Zijn eerste chanson Dis-moi que tu m’aimes d’amour droeg hij in 1936 op aan Reda Caire, een populaire operettezanger in Paris. Hij vestigde zich in 1938 in Paris en werkte als pianist in diverse cabarets. Gedurende de oorlogsjaren vertrouwde Henri Varna hem de directie van het orkest van het Casino de Paris toe. Daar kende hij zijn eerste grote succes; (Je suis) Seule ce soir, in 1941 gezongen door Léo Marjane.
Van 1947 tot 1949 dirigeerde Durand een klein symfonisch orkest dat zijn naam droeg. Hij werd eveneens radioproducer.
Durand overleed op 69-jarige leeftijd.
- Biblioteca Nacional de España: XX1481282
- Bibliothèque nationale de France: cb13893529n (data)
- Gemeinsame Normdatei: 134363590
- International Standard Name Identifier: 0000 0001 2143 3209
- Library of Congress Control Number: n00115193
- MusicBrainz: 0102e571-9c8c-4f60-b37f-21932b17a043
- Bibliotheek van het Japanse parlement: 001161572
- Nationale Bibliotheek van Israël: 987007594892205171
- Istituto Centrale per il Catalogo Unico: CFIV207637
- Système universitaire de documentation: 080783953
- Virtual International Authority File: 90709452
- WorldCat: E39PBJpymVXFqJgT4kbtPvjQv3